# Ryan Anderson (Basketballspieler)
Ryan Anderson (* 6. Mai 1988 in Sacramento, Kalifornien) ist ein US-amerikanischer Basketballspieler, der derzeit Free Agent ist. Anderson gilt als guter Dreier-Schütze, insbesondere für einen Spieler seiner Position und Körpergröße.

## Karriere
Von 2006 bis 2008 war Anderson für die Collegemannschaft der University of California, Berkeley, die California Golden Bears, aktiv. In seinem Sophomore-Jahr war er dort Topscorer der Pacific-10 Conference, qualifizierte sich mit seiner Mannschaft aber nicht für das NCAA Tournament.

### NBA
In der NBA-Draft 2008 wurde Anderson an 21. Stelle von den New Jersey Nets ausgewählt, für die er ein Jahr spielte. Anschließend folgte ein Wechsel zu den Orlando Magic, mit denen er auf Anhieb die Finalserie der Eastern Conference erreichte. Nachdem seine Spielzeit bereits während der Saison 2010/11 gestiegen war, etablierte sich Anderson in der folgenden Spielzeit als einer der konstantesten Scorer seiner Mannschaft.
In der Saison 2011/12 steigerte Anderson seine statistischen Werte, weswegen er zum NBA Most Improved Player ausgezeichnet wurde.
Zur Saison 2012/13 wechselte Anderson innerhalb der Liga und unterschrieb einen Vertrag bei den New Orleans Hornets. Für diese spielte er vier Jahre, überwiegend als Ersatzspieler und meist mit Verletzungsproblemen. Anderson wechselte im Sommer 2016 zu den Houston Rockets. Bei den Rockets agierte Anderson zwei Jahre als nomineller Power Forward und erreichte mit den Rockets in beiden Jahren das Conference-Finale.
Im Sommer 2018 wurde er zusammen mit den Rechten an De'Anthony Melton für Marquese Chriss und Brandon Knight zu den Phoenix Suns transferiert.